# Sopel (województwo łódzkie)
Sopel – wieś w Polsce położona w województwie łódzkim, w powiecie wieruszowskim, w gminie Wieruszów. Miejscowość wchodzi w skład sołectwa Polesie.
W latach 1975–1998 miejscowość administracyjnie należała do województwa kaliskiego.